# Campeonato de Portugal de Ciclocross
Os campeonatos de Portugal de ciclocross são competições de ciclocross organizadas anualmente com o fim de apurar os títulos de campeão de Portugal de ciclocross.

## Palmarés masculino

### Elites
| Ano  | Ouro                  | Prata               | Bronze                               |
| ---- | --------------------- | ------------------- | ------------------------------------ |
| 1960 | Antonio Alves Barbosa |                     |                                      |
| 1961 | Antonio Alves Barbosa |                     |                                      |
| 2013 | Vitor Santos          | João Pereira        | Ricardo Seios                        |
| 2014 | Vitor Santos          | Mário Miranda Costa | Ricardo Marinheiro                   |
| 2015 | Mário Miranda Costa   | Vitor Santos        | Favio Ribeiro                        |
| 2016 | Vitor Santos          | Mário Miranda Costa | Ricardo Marinheiro                   |
| 2017 | Ricardo Marinheiro    | Mário Miranda Costa | Roberto Ferreira                     |
| 2018 | Mário Miranda Costa   | Vitor Santos        | Roberto Ferreira                     |
| 2019 | Márcio Barbosa        | Mário Miranda Costa | Roberto Carlos Guimarãestás Ferreira |
| 2020 | Márcio Barbosa        | Vitor Santos        | Mário Miranda Costa                  |

### Esperanças
| Ano  | Ouro             | Prata            | Bronze                 |
| ---- | ---------------- | ---------------- | ---------------------- |
| 2014 | Roberto Ferreira | Francisco Sousa  | Favio Ribeiro          |
| 2014 | Fabio Ribeiro    | Roberto Ferreira | José Pedro Dias        |
| 2015 | José Pedro Dias  | André Moreira    | João Pereira           |
| 2016 | Roberto Ferreira | José Pedro Dias  | Fábio Mansilhas        |
| 2017 | Bruno Silva      | João Rocha       | Filipe Francisco       |
| 2018 | Carlos Salgueiro | Bruno Silva      | João Pedro Cunha Rocha |
| 2019 | Bruno Silva      | Carlos Salgueiro | João Pedro Cunha Rocha |
| 2020 | Carlos Salgueiro | Joao Salgado     | João Pedro Cunha Rocha |

### Juniors
| Ano  | Ouro             | Prata                          | Bronze                        |
| ---- | ---------------- | ------------------------------ | ----------------------------- |
| 2014 | João Pereira     | Rui Carvalho                   | Joao Cabral                   |
| 2014 | João Pereira     | Bruno Machado                  | André Moreira                 |
| 2015 | João Rocha       | Bruno Silva                    | Miguel Duarte                 |
| 2016 | Bruno Silva      | Pedro Melo                     | Gonçalo Barros                |
| 2017 | Carlos Salgueiro | Márcio Peralta                 | Pedro Costa                   |
| 2018 | Guilherme Mota   | Márcio Peralta                 | Rafael Serafin                |
| 2019 | Diogo neves      | Tiago Emanuel Figueiredo Sousa | Lucas Emanuel Fernandes Braga |
| 2020 | Basco Cunha      | Joao Cruz                      | Tomás Sacramento              |

## Palmarés feminino

### Elites
| Ano  | Ouro                  | Prata                   | Bronze                   |
| ---- | --------------------- | ----------------------- | ------------------------ |
| 2013 | Isabel Caetano        | Ana Vigário             | Ana Tomás                |
| 2014 | Isabel Caetano        | Ana Vigário             | Ana Tomás                |
| 2015 | Isabel Caetano        | Joana Oliveira Monteiro | Ana Vigário              |
| 2016 | Isabel Caetano        | Joana Oliveira Monteiro | Ana Barroso Miranda Vale |
| 2017 | Sandra Costas Santos  | Joana Oliveira Monteiro | Ana Vigário              |
| 2018 | Sandra Costas Santos  | Marta Branco            | Joana Oliveira Monteiro  |
| 2019 | Ana Mafalda Sá Santos | Raquel Queirós          | Sandra Costas Santos     |
| 2020 | Ana Mafalda Sá Santos | Joana Oliveira Monteiro | Melissa Plácido Maia     |